# Jan Willem de Vriend
Jan Willem de Vriend   (Leiden, 31 de juliol de 1962) és un director d'orquestra i violinista neerlandès.

## Carrera
De Vriend es va formar com a violinista. Va estudiar al Conservatori d'Amsterdam i al Conservatori Reial de La Haia. Durant els seus estudis va dirigir representacions de Die Fledermaus de Johann Strauss i Der Silbersee (en català El llac de plata) de Kurt Weill.
El 1982 De Vriend va fundar el "Combattimento Consort Amsterdam", especialitzat en música dels segles XVII i XVIII. Com a director artístic, mestre de concerts i director d'orquestra, va oferir molts concerts i produccions d'òpera als Països Baixos i a l'estranger amb el "Combattimento Consort". També va fer molts enregistraments de CD amb el "Combattimento Consort". A partir de la temporada 2013-2014, De Vriend se centra totalment en les seves activitats com a director d'orquestra.
Ha actuat regularment amb la "Royal Concertgebouw Orchestra", la "Residentie Orkest", la "Radio Chamber Orchestra" (més tard la "Radio Chamber Philharmonic"), l'Orquestra de Cambra dels Països Baixos, l'Orquestra Simfònica de Limburg, l'Orquestra Brabant, la "Gelders Orkest" i l'Orquestra del Nord dels Països Baixos. A l'estranger va ser director convidat amb la "RIAS Jugend Orchestre", la "Deutsche Kammer Philharmonie", el conjunt suec "Musica Vitae", la "NDR-Orchestre", el "Mozarteum Orchestre de Salzburg", "SWR Orchester Stuttgart", "Konzerthausorchester Berlin" i el "Wiener Concert-Verein". Des del 2006 fins que el va succeir el 2017 Ed Spanjaard, és director d'orquestra i director artístic de l'"Orkest van het Oosten a Enschede". El març de 2014, la "Residentie Orkest" va anunciar que De Vriend va ser nomenat director permanent a partir de l'1 d'agost de 2015 durant quatre temporades.
Entre les òperes que va dirigir De Vriend s'inclouen Arminio de Heinrich Biber, Rodelinda, Alcina, Agrippina i Orlando de Georg Friedrich Händel, L'incoronazione di Poppea i L'Orfeo de Claudio Monteverdi, el rei Artús i Dido i Enees d'Henry Purcell amb el "Teatre Independent", els "Huis aan d'Amstel" i la ""Nationale Reisopera". També va dur a terme de Mozart La flauta màgica l'Òpera del Rhin d'Estrasburg, L'Orfeo de Monteverdi a l'Òpera de Lucerna, Der Stein der Weisen (de Mozart i altres) dirigit per Eva Buchmann i Die Fledermaus de Johann Strauss. Al "Festival Schwetzinger" va dirigir l'òpera Rosamunde del compositor del segle xviii Anton Schweitzer, dirigida per Ernst Daniel Herzog.

## Premis
- 2012 de Radio 4 Premi